# 水野治久
水野 治久（みずの はるひさ、1965年 - ）は日本の心理学者。大阪教育大学大学院連合教職実践研究科教授。「学校心理学研究」編集委員長。専門は学校心理学。

## 共編著書
- よくわかる学校心理学（2013年４月　ミネルヴァ書房）
- 教師のための問題対応フローチャート（2013年3月　図書文化社）
- 学校におけるチーム援助の進め方（2011年2月、児童心理別冊）金子書房　分担執筆
- 学校での効果的な援助をめざして（2009年、ナカニシヤ出版、石隈利紀監修・水野治久編集）
- 教師が使えるカウンセリング （シリーズ・学校で使えるカウンセリング）（2004年、ぎょうせい）